# Ute Emmerich
Pour les articles homonymes, voir Emmerich.
Ute Emmerich, à Stuttgart, (Bade-Wurtemberg, Allemagne), est une productrice germano-américaine. 

## Biographie
Après deux années d'études de commerce, Ute Emmerich s'associe avec son frère le réalisateur Roland Emmerich pour fonder leur société de production Centropolis Entertainment.

## Filmographie
- 1987 : Hollywood Monster (productrice associée)
- 1990 : Moon 44 (productrice associée)
- 1991 : Eye of the Storm (productrice associée)
- 1994 : Les Croisés de l'espace (productrice)
- 1994 : Stargate, la porte des étoiles (coproductrice)
- 1996 : Independence Day (productrice déléguée)
- 1997 : Le visiteur (TV series) (producteur superviseur)
- 1998 : Godzilla (productrice déléguée)
- 1999 : Passé virtuel (productrice)
- 2000 : The Patriot (productrice déléguée)
- 2004 : Le Jour d'après (productrice déléguée)
- 2004 : Schreinemakers (série télévisée) (commissioning editor)
- 2009 : 2012 (productrice déléguée)
- 2013 : White House Down (productrice exécutive)
- 2016 : Independence Day: Resurgence (productrice exécutive)
- 2022 : Moonfall